# 奉公構
奉公構（ほうこうかまい、ほうこうかまえ）は、安土桃山時代および江戸時代において、武家が家中の武士（家臣）に対して科した刑罰の一つで、将来の奉公が禁ぜられることである。
構（かまえ）とは集団からの追放を意味するが、奉公構は旧主からの赦しがない限りは将来の仕官（雇用）が禁止されるため、通常の追放刑よりも一層重い罰であった。

## 概要
大名が、罪を犯して改易された家臣、または主人の不興を買って（暇を請わずに勝手に）出奔した家臣について、他家がこれを召し抱えないように釘を刺す回状を出すことをいう。武家奉公構、仕官御構（しかんおかまい）などとも表現される。奉公構の概念は、戦国大名の分国法（家法）である今川仮名目録や甲州法度次第、塵芥集などにすでに見られるが、彼らの所領は限られていたことから、境を越えてしまえば自由があった。しかし、豊臣秀吉は天下を統一したことで、奉公構を日本全国に行き渡らせることを可能にした。
構を申し渡された者（「構われ者」という）は、どの家でも奉公人として置いてはならないと定められ、たとえ有能な人材であっても他家が召し抱えることは禁止された。もし旧主が求めるならば、この者を逮捕して旧主のもとに送還する必要もあり、逃がした場合には新主も咎を負った。以後、武士達は、戦国時代のように仕官と出奔を繰り返して家々を渡り歩いて奉公替えによって出世していくことが難しくなり、簡単に出奔することができなくなった。
ただし、大大名の連合政権の性格のある豊臣政権下での奉公構は（大名間の力関係によって）必ずしも守られておらず、また蒲生氏郷が会津に転封された際には家臣が不足したことから、構を受けた浪人の雇用が公認されたこともあり、厳格には施行されていなかった。

### 江戸幕府の活用
江戸幕府では大坂の陣の後も上方に多く屯していた浪人の抑圧策の1つとしてこれを採用して、元和9年（1623年）9月18日、京都所司代板倉重宗の令によって、京都より牢人と（罪によって）構われ者となった者を追放させたが、あくまでも罪人を追放するに留まっていた。
しかし、寛永9年（1632年）に出された諸士法度の一部によって、「構有レ之奉公人不レ可二抱置一事」として初めて構を一般的に認めた。さらに、寛永12年（1635年）に改正された武家諸法度および諸士法度によってさらに細かい規定と設けて、幕府法としても有効であると改めて確認した。
幕藩体制下ではより厳格に施行されるようになり、構が出されると、扶持を没収され、仕えた家から追放されて、その土地または江戸・大阪・京都など特定の地域に住めなくなるだけでなく、当家でも他家でも再仕官が出来なくなるので、浪人は武士としての生活を送ることが不可能となった。このため武士階級においては死刑に次ぐ重刑であったといえる。

## 条文

### 甲州法度
天文16年（1547年）第15条
- 一　譜代被官他人召仕之時。本主見合搦（補）レ之事。停止之畢（おわ）ンヌ。断二旨趣ヲ一而可二請取一之。兼又主人聞傳相届ル之處ニ。當主領掌之上。令二逐電一者。以二自餘者ヲ一壹人可レ辧レ之。奴婢雑人之。事者無二其沙汰一過二拾ヶ年一者。任セ二式目一不レ可レ改レ之。

```
（現代語訳）
譜代の
被官
を他人が使役していた場合、元の主が見つけ次第拘束することを禁止する。事情を断って身柄を引き取ること。また元の主が聞きつけて今の主に伝えたところ、今の主が事情を知った上で被官を逃がしてしまった場合、他の者を一人出して弁償すること。（使役される者が）
奴婢
・
雑人
の身分である場合は
御成敗式目
に従い、元の主から連絡のないまま10年過ぎたあとは（帰属を）変更してはならない。
```

### 定書（秀吉）
天正14年（1586年）正月19日（西村哲尾文書）
- 諸奉公人侍事は申におよばず仲間こものあらし子に至るまで、其主にいとまをこはず出候儀曲事候間、相抱べからず。

### 武家諸法度（寛永令）
寛永12年（1635年）
- 一、本主之障あるもの不レ可レ相二抱之一、叛逆殺害盗賊人の届あらば、急度可レ返レ之、其外かろき咎の者に至ては、侍は届次第可レ追二拂之一…（後略）

```
（現代語訳）
元の主人から問題があるとされた者を家来として召し抱えてはならない。もし反逆者・殺人者・泥棒との届出が出ていれば速やかに元の主人へ返すこと。その他、軽い罪の者に関しては、侍ならば届出を出した上で追放すること…(後略)
```

## 奉公構を受けた著名な人物
- 水野勝成 - 旧主・水野忠重（実父）、後に帰参・家督相続
- 後藤基次 - 旧主・黒田長政
- 塙直之 - 旧主・加藤嘉明
- 渡辺了 - 旧主・藤堂高虎
- 鬼庭綱元（茂庭綱元） - 旧主・伊達政宗、後に帰参
- 伊達成実 - 旧主・伊達政宗、後に帰参
- 屋代景頼 - 旧主・伊達政宗
- 稲富祐直 - 旧主・細川忠興、後に徳川家康の計いにより徳川家に仕える
- 吉見広長 - 旧主・毛利輝元、後に帰参
- 平賀源内 - 旧主・松平頼恭